# Berzo San Fermo
Berzo San Fermo là một đô thị ở tỉnh Bergamo, vùng Lombardia, Italia. Đô thị này có diện tích 5 km2, dân số là 1142 người (năm 2001).

## Đô thị giáp ranh
- Grone
- Adrara San Martino
- Foresto Sparso
- Entratico
- Borgo di Terzo
- Vigano San Martino